# Élections législatives somalilandaises de 2021
Les élections législatives somalilandaises de 2021 ont lieu le 31 mai 2021 afin de renouveler les membres de la Chambre des représentants du Somaliland, un  état non reconnu ayant fait sécession de la Somalie. Des élections municipales ont lieu simultanément.
Le scrutin voit la victoire de l'opposition sur le parti Kulmiye au pouvoir, qui arrive deuxième. En tête du scrutin, le Waddani forme une alliance avec l'UCID, arrivé troisième.

## Contexte
Les élections étaient initialement prévues pour le 27 mars 2017 en même temps que l'élection présidentielle, le mandat de l'assemblée élue en 2005 ayant été repoussé au-delà de son terme de cinq ans a plusieurs reprises — jusqu'en 2011, 2013, 2015 puis 2017), mais en raison d'une grave sécheresse le gouvernement et l'opposition s'accordent en janvier sur un énième report du scrutin de plusieurs mois.

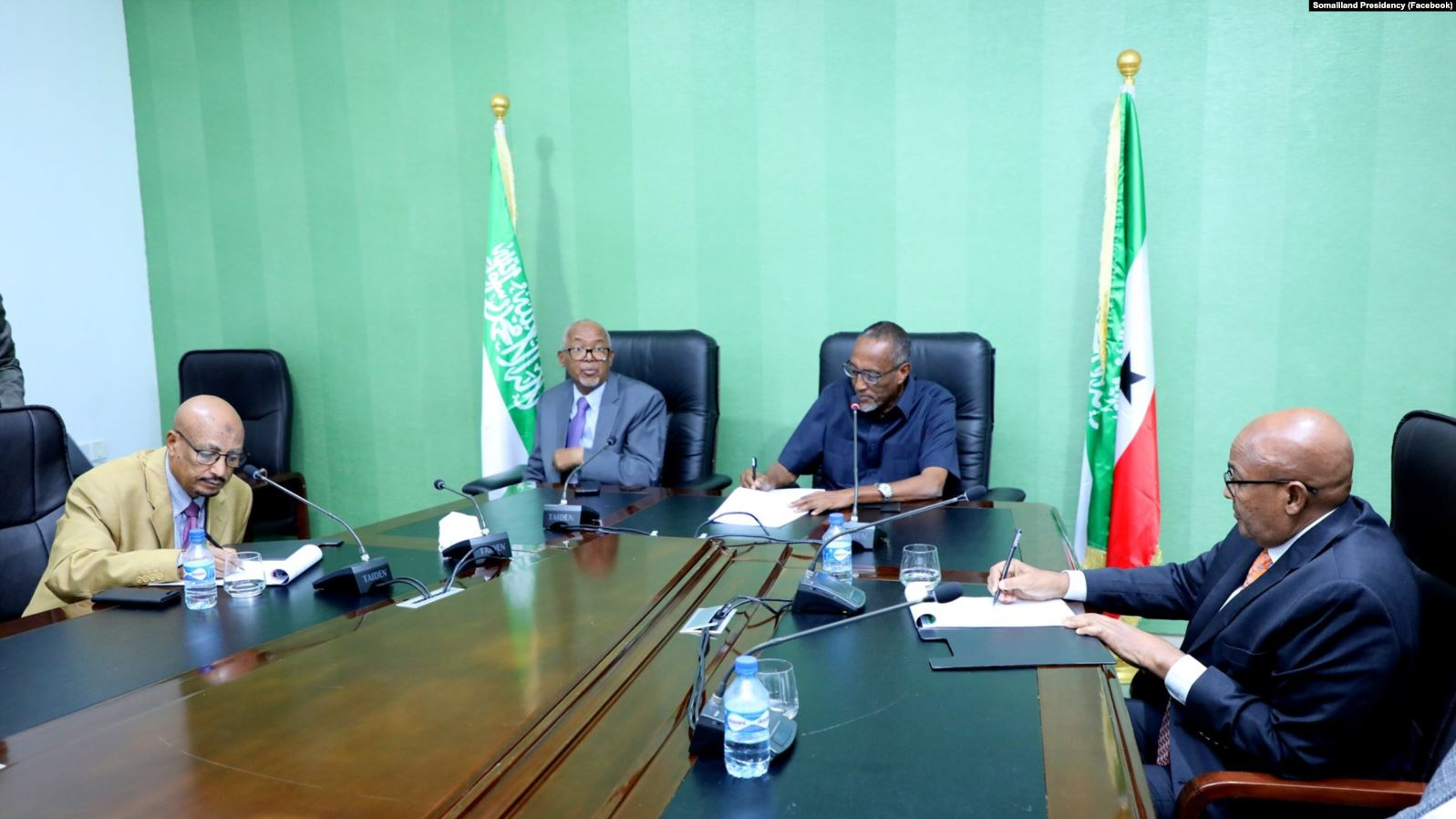
Les dirigeants des trois principaux partis signant l'accord début juillet 2020.

La date du 10 octobre est alors provisoirement avancée en attendant une décision de la chambre haute, le Conseil des anciens, seule habilitée à fixer une nouvelle date d'organisation d'un scrutin selon la constitution du Somaliland. Le conseil vote le 6 mars 2017 par 73 voix pour le report du scrutin présidentiel au 13 décembre de la même année, à la date duquel il a bien lieu, tandis que les élections législatives sont quant à elles repoussées au 28 avril 2019, en même temps que des élections municipales, puis au 12 décembre, avant d'être reportées à une date indéterminée à cause de problèmes d'organisation, dus entre autres à un conflit entre les principaux partis du pays ainsi qu'avec l'organe organisateur, accusé de partialité et de corruption,,.
Les élections sont en effet longuement retardées par une remise en cause par les partis d'opposition Waddani et UCID de l'impartialité de la Commission électorale nationale (NEC), le président Muse Bihi Abdi du parti Kulmiye étant accusé d'y avoir nommé une large majorité de membres acquis à sa cause. Les trois partis finissent pas s'accorder fin février 2020 sur une sortie de crise négociée sous l'égide de la communauté internationale. La commission se voit ainsi déchargée de ses fonctions d'organisation et de supervision des élections en faveur d'une Unité de management technique des élections (TEMU) de dix membres choisis par consensus, dont trois représentants de la communauté internationale sans droit de vote. Cette dernière doit notamment veiller au dépouillement des résultats avant leur transmission à la NEC. Une fois rendus publics, ceux ci peuvent faire l'objet d'un recours dans les quatorze jours auprès de la Cour suprême, dont les décisions sont reconnus par l'ensemble des parties comme contraignantes et définitives. L'accord est signé le 12 juillet, avec pour objectif la mise en place en 2020 des premières élections législatives dans le pays depuis quinze ans,. Les partis s'accordent ensuite en septembre pour mettre en œuvre le scrutin en mai 2021, en accord avec le délai d'organisation de neuf mois estimé par la commission électorale, qui le fixe par la suite au 31,.

## Système politique et électoral

Carte des circonscriptions

Le Somaliland est un État de la Corne de l'Afrique s'étant autoproclamé indépendant de la Somalie en 1991 et qui n'est pas reconnu par la communauté internationale.
Son parlement bicaméral est composé d'une chambre haute, la Chambre des anciens dont les membres ne sont pas directement élus, et d'une chambre basse, la Chambre des représentants qui comporte 82 sièges pourvus tous les cinq ans au scrutin proportionnel plurinominal dans six circonscriptions plurinominales correspondants aux régions du pays. La constitution limite à trois le nombre de partis politiques pouvant participer aux élections présidentielles et législatives, dans le but de limiter le tribalisme politique dans le pays. Les élections municipales, pour lesquelles le multipartisme intégral est autorisé, servent de primaires à ce système, les trois partis arrivant en tête devenant pour dix ans ceux autorisés à concourir aux scrutins nationaux,.

## Organisation
Un total de 246 candidats sont en lice pour les 82 sièges à pourvoir. 2 709 bureaux de votes sont ouverts le jour du scrutin. Le scrutin se déroule dans le calme,,,.

## Résultats
|                           |                                            |           |       |      |        |               |  |  |  |
| Partis                    | Partis                                     | Voix      | %     | +/-  | Sièges | +/-           |  |  |  |
|                           | Waddani                                    | 259 144   | 37,23 | Nv   | 31     | 31            |  |  |  |
|                           | Kulmiye                                    | 257 020   | 36,92 | 2,86 | 30     | 2             |  |  |  |
|                           | Pour la justice et le développement (UCID) | 179 937   | 25,85 | 1,08 | 21     | en stagnation |  |  |  |
|                           |                                            |           |       |      |        |               |  |  |  |
| Votes valides             | Votes valides                              | 696 101   |       |      |        |               |  |  |  |
| Votes blancs et invalides |                                            |           |       |      |        |               |  |  |  |
| Total                     | Total                                      |           | 100   | –    | 82     | en stagnation |  |  |  |
| Abstention                |                                            |           |       |      |        |               |  |  |  |
| Inscrits / participation  | Inscrits / participation                   | 1 065 847 |       |      |        |               |  |  |  |

## Conséquences

Répartition des sièges et résultats par districts

Le dépouillement des résultats prend une semaine, bien que des résultats préliminaires portant sur cinq des six districts soient annoncés par la commission électorale dès le 2 juin, donnant le parti Kulmiye au pouvoir en tête du scrutin, suivi de Waddani et du parti Pour la justice et le développement (UCID). La commission appelle cependant les partis à la patience et d'attendre la fin du dépouillement pour s'exprimer sur les résultats.
La commission annonce finalement les résultats officiels le 6 juin. Ces derniers voient Waddani dépasser le Kulmiye d'une courte avance, les deux formations obtenant respectivement 31 et 30 sièges. L'UCID arrive quant à lui troisième avec 21 sièges. 
Les législatives conduisent ainsi à une alternance au sein de la Chambre des représentants, les deux partis d'opposition, Waddani et UCID, annonçant par une déclaration commune le jour même des résultats la formation d'une alliance politique. Les deux mouvements visent ainsi notamment à s'accorder sur la désignation du président de la chambre,.

## Analyse
Les élections sont perçues comme une réussite parfaite sous plusieurs points pour le pays. Reconnues comme s'étant déroulées de manière libre et équitables, les élections sont dénués de violences et aboutissent à une alternance pacifique, en fort contraste avec la situation politique en Somalie. Si la démocratie somalilandaise est encore largement perfectible, le scrutin de 2021 appuie ainsi les efforts du pays pour la reconnaissance de son indépendance, bien que cette dernière soit toujours jugée peu probable,.